# Campo de concentración de Crveni Krst

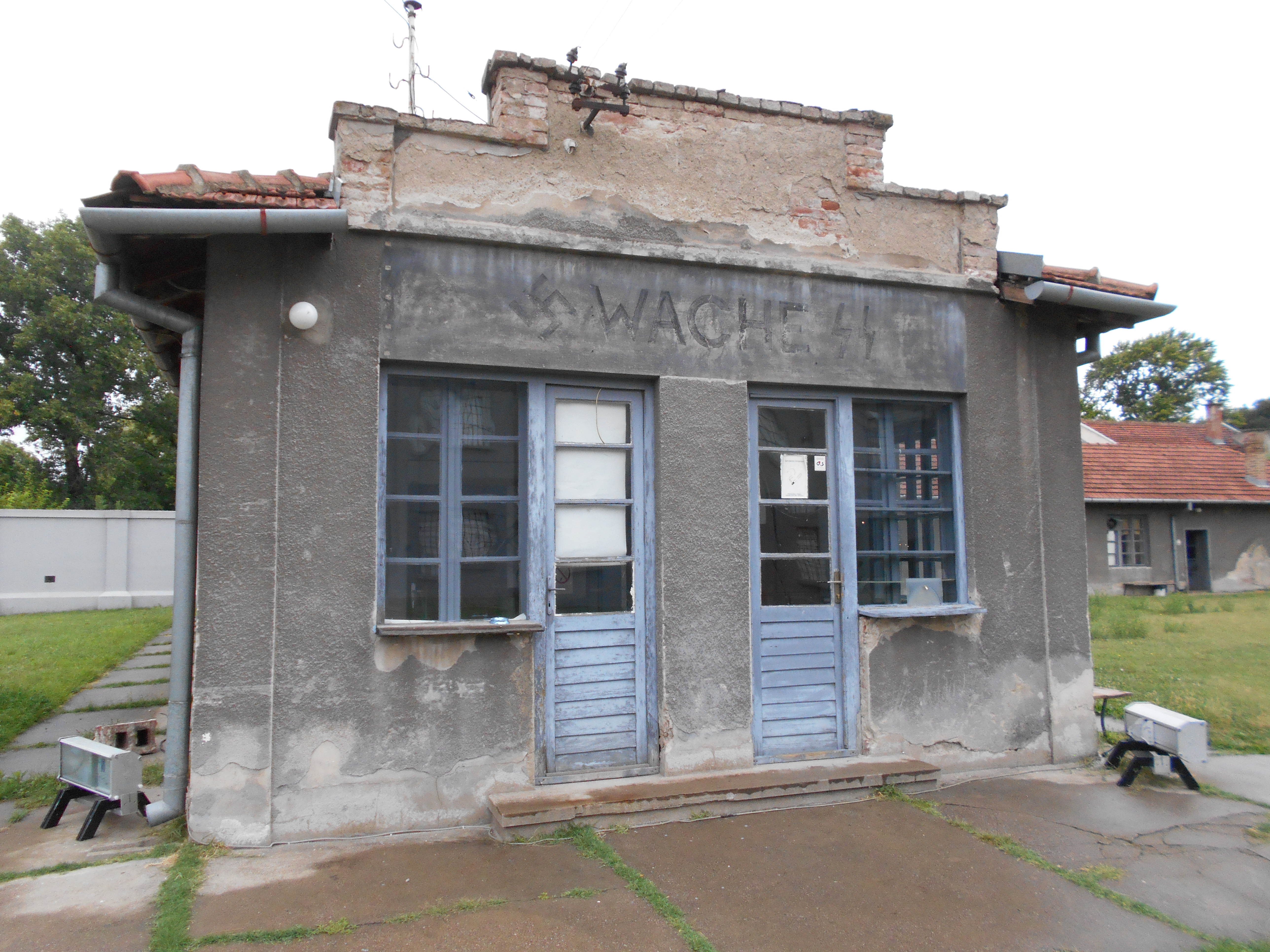
Campo de concentración Crveni Krst

El campo de concentración de Crveni Krst (en español: Campo de concentración de la Cruz Roja), también conocido como logor Crveni Krst (логор Црвени Крст) o Lager Niš (Лагер Ниш), fue un campo de concentración ubicado en Crveni Krst, en la zona industrial de la ciudad serbia de Niš. Fue operado por la Alemania nazi durante la Segunda Guerra Mundial. El campo funcionó desde 1941 hasta la liberación de Niš por parte de los partisanos yugoslavos en 1944. Ha sido transformado en museo.
Se estima que 30.000 personas pasaron por este campo y 12.000 de ellas fueron ejecutadas en la cercana Bubanj. Muchos de los reclusos fueron trasladados al campo de concentración de Sajmište o a otros campos a lo largo de la Europa ocupada. Las víctimas incluyeron a judíos, gitanos y, sobre todo, miembros del Partido Comunista de Yugoslavia o simpatizantes, a los prisioneros de guerra partisanos y a sus familiares. Por lo menos 300 gitanos murieron allí.